# Neue Dresdner Sezession 1931
Die Neue Dresdner Sezession 1931, auch Neue Dresdner Sezession genannt, war eine Dresdner Künstlergruppe um Pol Cassel, Bernhard Kretzschmar und Hermann Theodor Richter.

## Neue Dresdner Sezession 1931
Die Neue Dresdner Sezession 1931 bildete sich im Frühjahr 1931 aus mehreren Mitgliedern der Aktion und weiteren Künstlern. Zu ihren Zielsetzungen gehörten „hochwertige künstlerische Arbeit zu leisten“ und „die besten künstlerischen Kräfte Dresdens [...] zu vereinigen“.
Die Neue Dresdner Sezession 1931 wollte aktiv in den Kunstgremien der Stadt Dresden mitarbeiten. Oberbürgermeister Wilhelm Külz ließ eine entsprechende Anfrage allerdings abschlägig beantworten, da die „Kunstsachverständigen [...] persönlich und ohne Rücksicht auf die Zugehörigkeit zu einer Künstlergruppe gewählt“ wurden.
Mehrere Mitglieder der Neuen Dresdner Sezession 1931 schlossen sich der Dresdner Sezession 1932 an.

### Mitglieder
Zu den Mitgliedern zählten:
- Pol Cassel (Mitglied des Arbeitsausschusses)
- Hans Christoph (Schriftführer)
- Otto Griebel
- Ludwig Godenschweg
- Eugen Hoffmann
- Bernhard Kretzschmar (Mitglied des Arbeitsausschusses)
- Wilhelm Lachnit
- Hermann Theodor Richter (Mitglied des Arbeitsausschusses)
- Wilhelm Rudolph
- Anton Schuler